# Rufina (sottozona vinicola)
Rufina (per i Toscani La Rùfina) è una delle sotto-zone di produzione del vino Chianti.

## Storia
Faceva parte già del primo Decreto del 1932 che fissava i limiti territoriali dell'area di produzione Chianti e delle sue sottozone.

## Area geografica
Rufina è la più piccola delle sottozone del Chianti con un territorio di 12.483 ha, comprendente (in toto o in parte) i comuni di Dicomano, Londa, Rufina, Pelago e Pontassieve, tutti posti sulle alture a est del capoluogo toscano. Nonostante le piccole dimensioni è la terza sottozona per produzione (dopo la Classico e la Colli Senesi) avendo più del 7% del suo territorio coltivato a vite e iscritto all'Albo del Chianti. Al suo interno si inseriscono le DOC Pomino prodotte nella omonima frazione del comune di Rufina. La sottozona Rufina, insieme alla sottozona Montespertoli, è considerata nel Chianti tra quelle disegnate meglio per omogeneità qualitativa dei vini prodotti.

## Vini prodotti
- Chianti DOCG
- Chianti Rufina DOCG
- Chianti Superiore DOCG
- Vin Santo del Chianti DOC
- Colli dell'Etruria Centrale DOC
- Pomino DOC (solo parte del territorio)
- Toscana IGT